# Fenyéd község
Fenyéd község (románul: Comuna Brădești) község Hargita megyében, Romániában. Központja Fenyéd, hozzá tartozik Küküllőkeményfalva.

## Népessége
A 2011-es népszámlálás adatai alapján a község népessége 1915 fő volt.

## Története
2004-ben kivélt belőle Máréfalva, amelyet önálló községgé szerveztek.